# Anisodes iners
Anisodes iners là một loài bướm đêm trong họ Geometridae.